# Diana Lombard
Diana Lombard è un personaggio del fumetto Martin Mystère, edito dalla Sergio Bonelli Editore, in cui è inizialmente la fidanzata e quindi la moglie del protagonista Martin.

## Il personaggio
Diana si presenta nei primi numeri della serie, come una donna gelosa e irrazionale, aspetto che verrà corretto già dal numero 11 da Alfredo Castelli.
Nasce in una cittadina nel sud degli Stati Uniti nel 1959 e nel 1976 apprende di possedere poteri paranormali incontrollati, che si manifestano solo in presenza di particolari condizioni, come la presenza di un'entità che si fa chiamare "Mabus" nella sua forma umana, avversario ricorrente di Martin Mystère e comparso per la prima volta nella storia del team-up con Dylan Dog.
Si iscrive all'Università di New York nel 1977 e, dopo aver avuto una breve relazione con un suo docente, conosce (proprio grazie al docente) Martin Mystère, più vecchio di lei di 17 anni e al tempo all'inizio della sua attività come scrittore e divulgatore, per il quale in un primo momento svolgerà il lavoro di segretaria. Dopo un finto matrimonio con Java (per dare il tempo a quest'ultimo di ottenere la cittadinanza statunitense), evento che porta Mystere a dichiararsi, nel 1979 diventa la sua fidanzata, pur andando contro il volere dei genitori.
Nella serie viene presentata come un'assistente sociale che si occupa del quartiere di Harlem, nonché moglie di Mystère dal 14 dicembre 1995 (anche se l'annuncio del matrimonio è stato dato solo nel 2002, in una storia pubblicata sull'albo che festeggiava i 20 anni di vita della testata). Ha una casa a New York, al numero 27 della East 46th street.
Oltre ai poteri come la telecinesi si scoprirà durante la serie che è predisposta per essere posseduta da entità soprannaturali: dal 1982 al 1996 ospiterà, senza saperlo, una frazione della divinità lovecraftiana Yog-Sothoth, mentre in una storia ambientata nel 2000 è stata posseduta per breve tempo dell'essenza della dea Kālī.

## Altri media

Martin Mystere e Diana Lombard nella serie animata

Nella versione animata Martin Mystère è la compagna di studi di Martin, nonché sua partner nelle missioni assegnate da Il Centro, con un appeal completamente diverso rispetto alla corrispondente versione a fumetti. Nel doppiaggio originale si viene a scoprire che i due sono fratellastri: il padre di Martin, Gerard Mystery, ha sposato la madre di Diana quando i figli erano molto giovani. Nella versione italiana non vengono mai menzionati rapporti di parentela, i due sono semplicemente amici d'infanzia.
Compare, inoltre, nel videogioco Martin Mystère - Operazione Dorian Gray come personaggio giocabile.

### Fumetti
- La vita segreta di Diana Lombard, Martin Mystere n 164, Sergio Bonelli Editore
- Bentornato a New York!, Martin Mystere n 165, Sergio Bonelli Editore
- Il ritorno di Jack, Martin Mystere n 168, Sergio Bonelli Editore
- D'improvviso una notte, Martin Mystere n 217, Sergio Bonelli Editore
- L'essenza del male, Martin Mystere n 218, Sergio Bonelli Editore
- Vent'anni di mysteri, Martin Mystere n 188, Sergio Bonelli Editore
- Figli di un mondo perduto, Zona X n 30, Sergio Bonelli Editore